# Butler (Missouri)
Butler – miasto w Stanach Zjednoczonych, w zachodniej części stanu Missouri, siedziba administracyjna hrabstwa Bates.
Liczba mieszkańców w 2000 roku wynosiła 4230.